# Yann Barthès

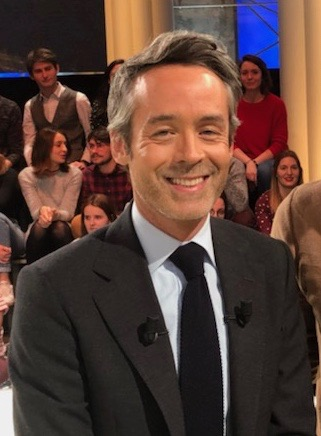
Yann Barthès in 2019

Yann Barthès (Chambéry, 9 oktober 1974) is een Frans journalist, die meest gekend is als presentator van de show 'Le Petit Journal' op de zender Canal+.
Hij studeerde Engels en communicatie in Bordeaux en werd in 2002 journalist bij de show '+ clair', een wekelijks programma op zaterdag op Canal + over media-zaken.
Vanaf 2004 werkte hij voor 'Le Grand Journal' van Michel Denisot waar hij jarenlang het gezicht was van de rubriek 'Le Petit Journal People' en vanaf 2007 ook 'Le Petit Journal Actu' die een dwarse kijk bieden op de dagelijkse actualiteit. Le Petit Journal is doorspekt met humor en sarcasme en iedereen is daarbij een potentieel doelwit.
In de aanloop naar de Amerikaanse presidentsverkiezingen van 2008 creëerde Le Petit Journal een kleine hype door zich met spandoeken waarop het woord 'Cassoulet' staat te mengen in het publiek van een talkshow en op de verkiezingsnacht op Times Square in New York. ABC News en Time Magazine berichtten over de mysterieuze boodschap.
Sinds september 2011 is Le Petit Journal omgevormd van rubriek in Le Grand Journal tot een volwaardig, op zichzelf staand programma van ongeveer 18 minuten dat elke weekdag wordt uitgezonden.
Tijdens de Franse presidentsverkiezingen van 2012 maakte Le Petit Journal een satire op de presidentsverkiezingen door een parallelle soap te brengen over de verkiezingen binnen de ondernemingsraad van Le Petit Journal.